# Франция на летних Олимпийских играх 1904
Франция на летних Олимпийских играх 1904 была представлена одним спортсменом в одном виде спорта.
В 2021, году Международный олимпийский комитет задним числом вручил Франции серебряную медаль индивидуального марафона Альберта Кори и представил его в составе смешанной команды с американскими спортсменами в командном забеге на 4 мили.

## Результаты соревнований

### Лёгкая атлетика
| Соревнование        | Спортсмен                                                                                    | Финал      | Финал      |
| Соревнование        | Спортсмен                                                                                    | Результат  | Место      |
| ------------------- | -------------------------------------------------------------------------------------------- | ---------- | ---------- |
| 4 мили среди команд | Джим Лайтбоди (USA) Уильям Вернер (USA) Лейси Хирн (USA) Альберт Кори (FRA) Сидни Хатч (USA) | неизвестен | 2 3 4 9 10 |
| 4 мили среди команд | Джим Лайтбоди (USA) Уильям Вернер (USA) Лейси Хирн (USA) Альберт Кори (FRA) Сидни Хатч (USA) | 28 очков   | 2          |